# Mõisamaa (Märjamaa)
Pour les articles homonymes, voir Mõisamaa.
Mõisamaa est un village de la Commune de Märjamaa du Comté de Rapla en Estonie.